# 인도 해군
인도 해군(데바나가리 문자 : भारतीय नौ सेना; Bhartiya Nāu Senā, 영어: Indian Navy)은 인도 국방부 산하에 있는 군사기관 중 하나이며, 해상 방위를 책임지고 있다. 병력은 6만 4천명이다. 인도 해군은 (INS 비라트)와 Vikramaditya(Project 11430)급 항공모함이 있다.

## 해군사령부들

### 동부 해군사령부
인도 동부 해군 사령부는 안드라 프라데시 항구인 비샥 하파드남에 있다. 인도 최초 핵잠수함 건조 국영 조선소인 힌두스탄 조선소와 함께 있다. 인도는 러시아 핵잠수함을 장기 리스로 운용중이며, 자체 핵잠수함을 건조중이다.

### 남부 해군사령부
인도 남서부 케랄라주 코친에 있다. 인도 최초 4.5만톤급 항모 건조지인 국영 코친조선소와 함께 있다. 동반 조선소는 비상시  함정 수리 신조를 하게 된다. 인도는 1척은 러시아 항모개조  실전운용 2척은 코친조선소에서 자체 건조한 항모
강국이다

## 장비

### 항공모함 (3척)
- 인도 - 비크라마디티야 1척

- 인도 - 비라트 1척

- 인도 - 비크란트 1척

### 구축함 (10척)
- 인도 - 8,300톤 콜카타 2척

- 인도 - 6,700톤 델리 3척

- 인도 - 4,500톤 카신급 5척

### 호위함 (14척)
- 인도 - 6,200톤 시발릭급 3척

- 인도 - 4,000톤 탈와르급 6척

- 인도 - 3,500톤급 호위함 5척

### 해군 항공대
- 인도 - P-8 포세이돈 8기

- 인도 - TU-142 8기

- 인도 - IL-38 5기

- 인도 - 미그29K 33기

- 인도 - 씨 해리어 11기

2001-2004

1950-2001

## 같이 보기
- 인도 해안경비대